# Dunet steffensurt
Dunet steffensurt (Circaea lutetiana) er en 15-40 cm høj urt, der vokser i frodige løvskove på muldbund. De to-tallige blomster, der sidder i en endestillet klase, har op til 4 millimeter lange rosa eller hvide kronblade.

## Beskrivelse
Dunet steffensurt er en flerårig urt med en opret vækst. Stængler og bladstilke er fint hårede. Bladene er ægformede med tandet rand. Oversiden er mat græsgrøn, mens undersiden er noget lysere.
Blomstringen sker i juli. Blomsterne sidder samlet i små, endestillede klaser. Hver blomst er regelmæssig med kirtelhårede bægerblade og hvide kronblade og to støvdragere. Ved bunden af griflen findes en nektarkirtel. Frugten er en kroghåret, 2-rummet kapsel med to frø, som spirer godt under de rette betingelser.
Planten har krybende jordstængler og danner mange udløbere.
Højde x bredde og årlig tilvækst: 0,25 x 0,05 m (25 x 5 cm/år), heri dog ikke medregnet skud fra underjordiske udløbere.

## Voksested
Planten hører hjemme i frodige løvskove på muldbund. Den er udbredt i både Europa og Nordamerika. I Danmark er den almindelig på Øerne og i Østjylland. I resten af landet findes den hist og her.
I Moesgårdskovene findes den sammen med bl. alm. bingelurt, hvid anemone, krybende læbeløs, skovfladbælg, skovgaltetand, skovmærke, skovstar og sort druemunke.
| Portal | Portal:Botanik |